# Ascetophantes
Ascetophantes asceticus es una especie de araña araneomorfa de la familia Linyphiidae. Es el único miembro del género monotípico Ascetophantes.

## Distribución
Se encuentra en Nepal.